# Lista gatunków z rodzaju pierwiosnek
Lista gatunków z rodzaju pierwiosnek (Primula L.) – lista gatunków rodzaju roślin należącego do rodziny pierwiosnkowatych (Primulaceae Vent.). Według The Plant List w obrębie tego rodzaju znajdują się co najmniej 392 gatunki o nazwach zweryfikowanych i zaakceptowanych, podczas gdy aż 534 taksony mają status gatunków niepewnych (niezweryfikowanych).
Lista gatunków

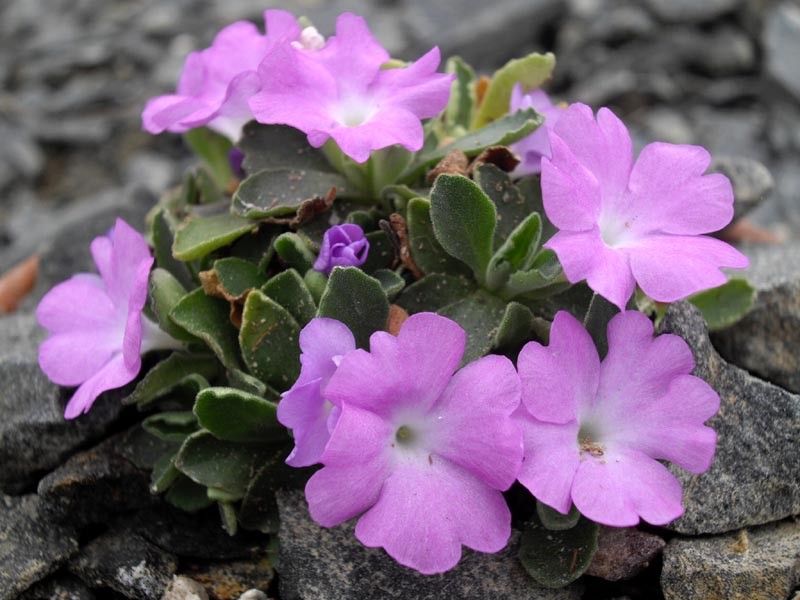
Primula allionii

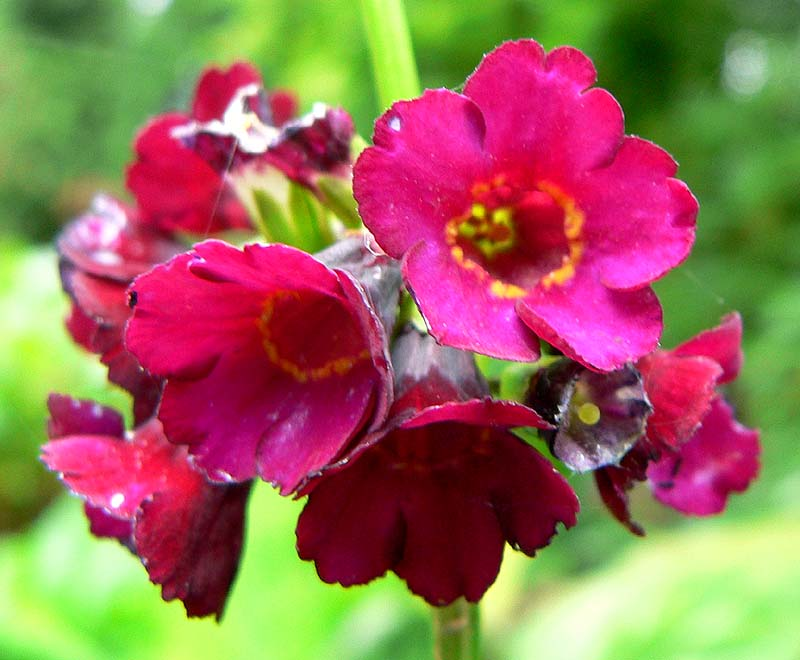
Primula anisodora

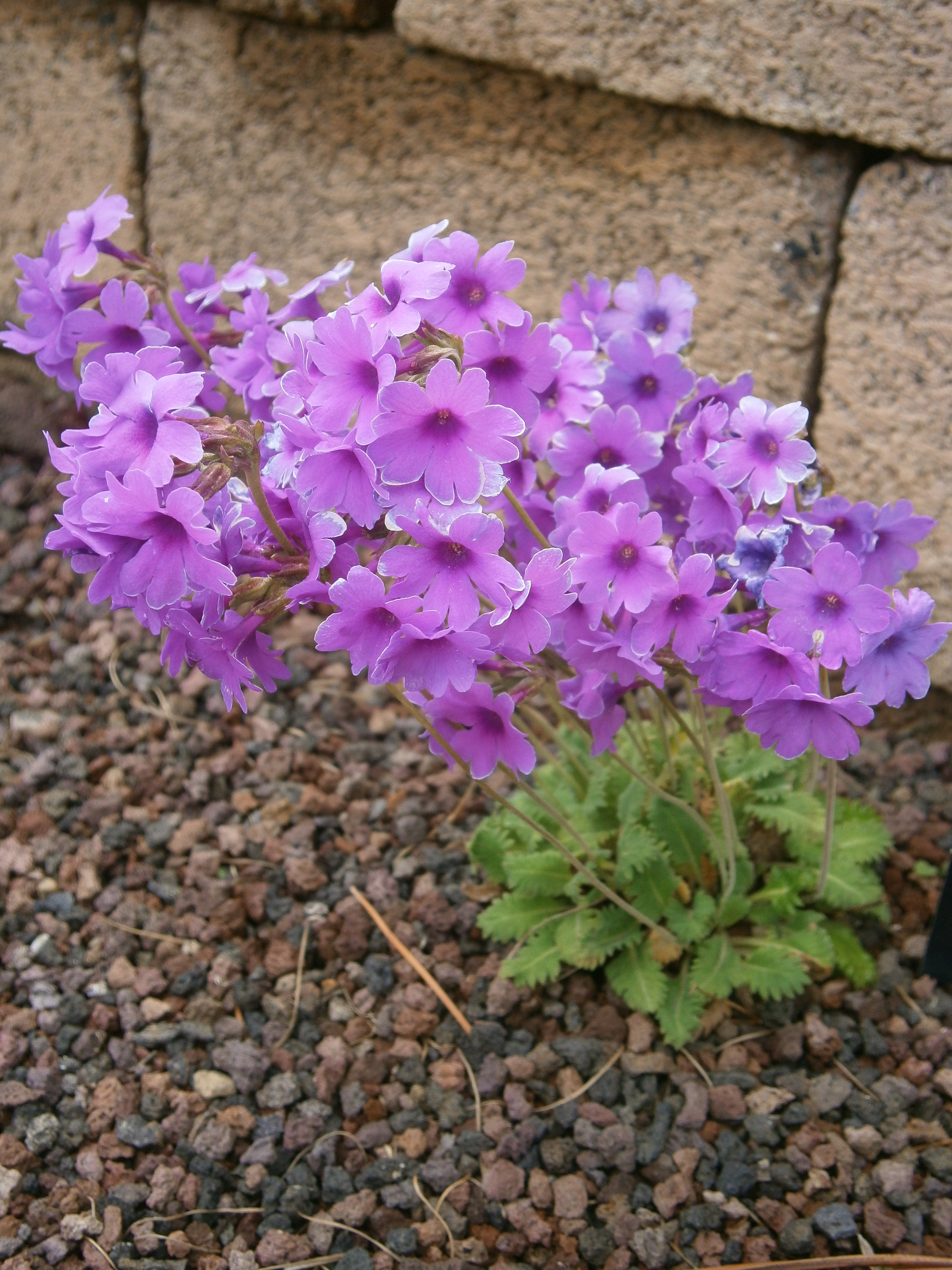
Primula blinii

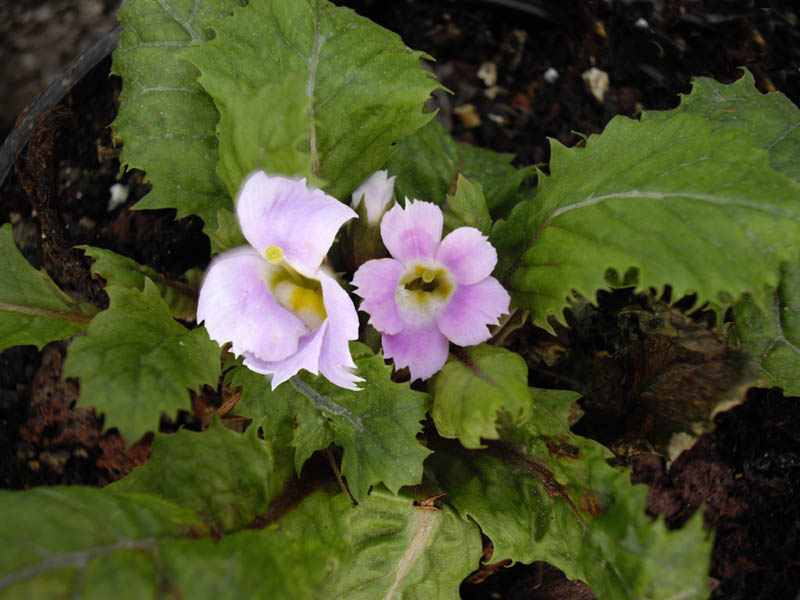
Primula bracteosa

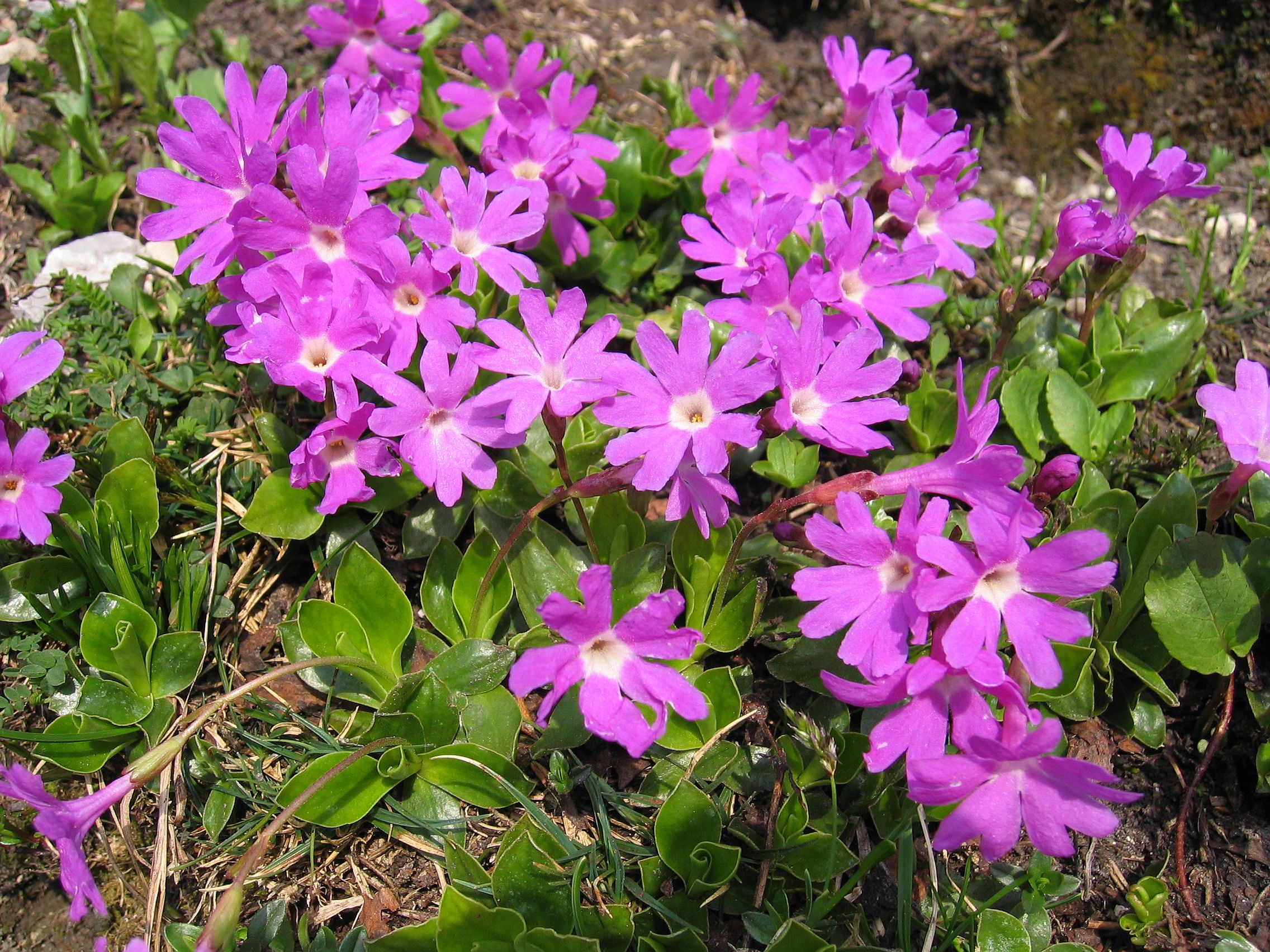
Primula clusiana

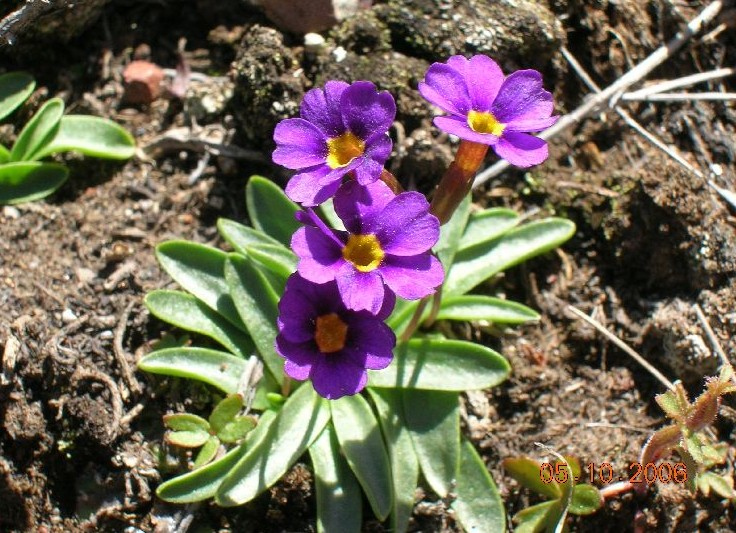
Primula cusickiana

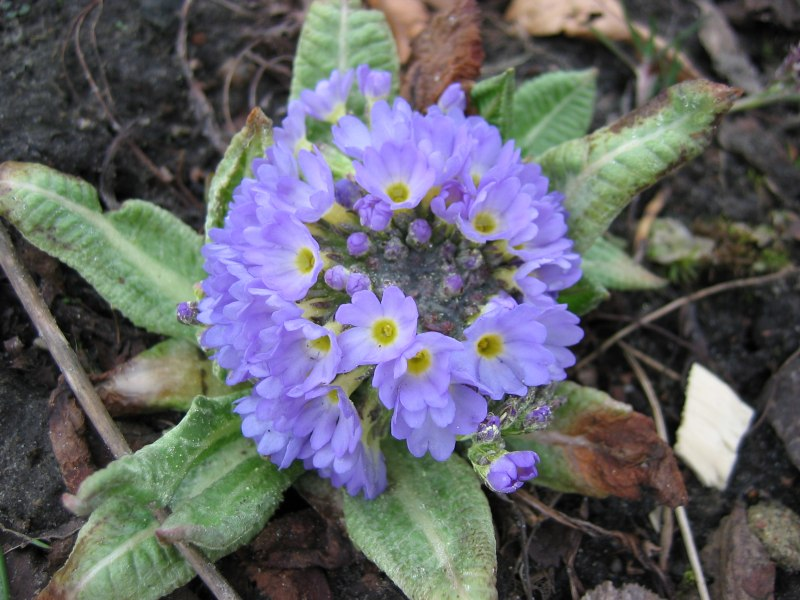
Primula denticulata

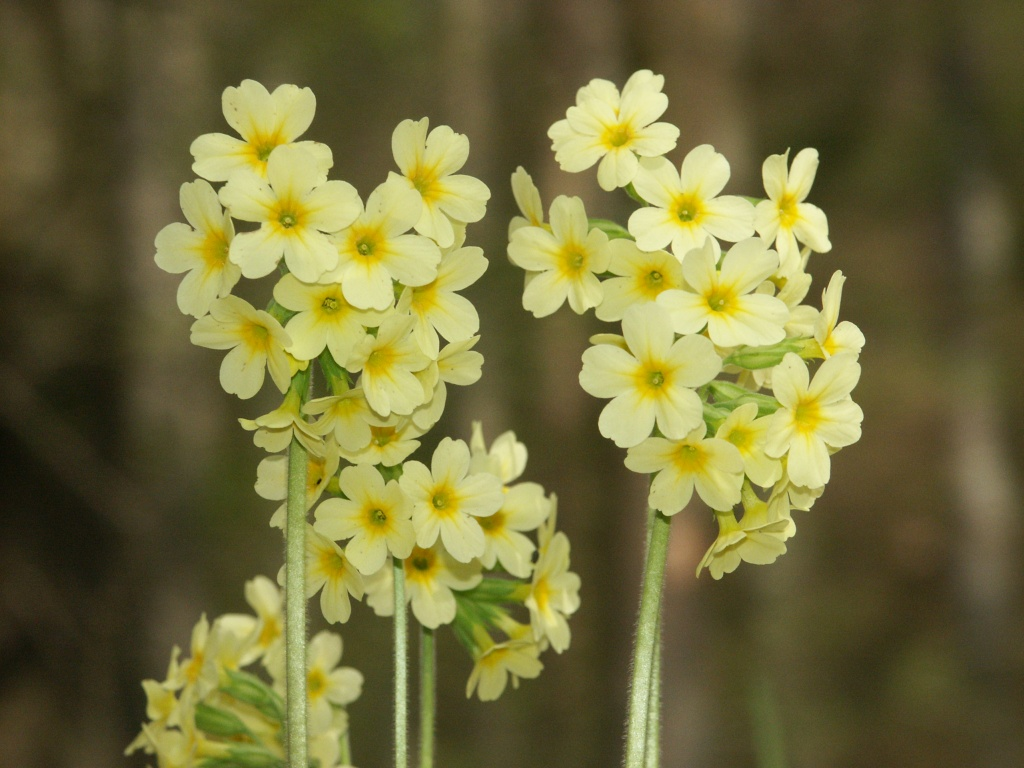
Primula elatior

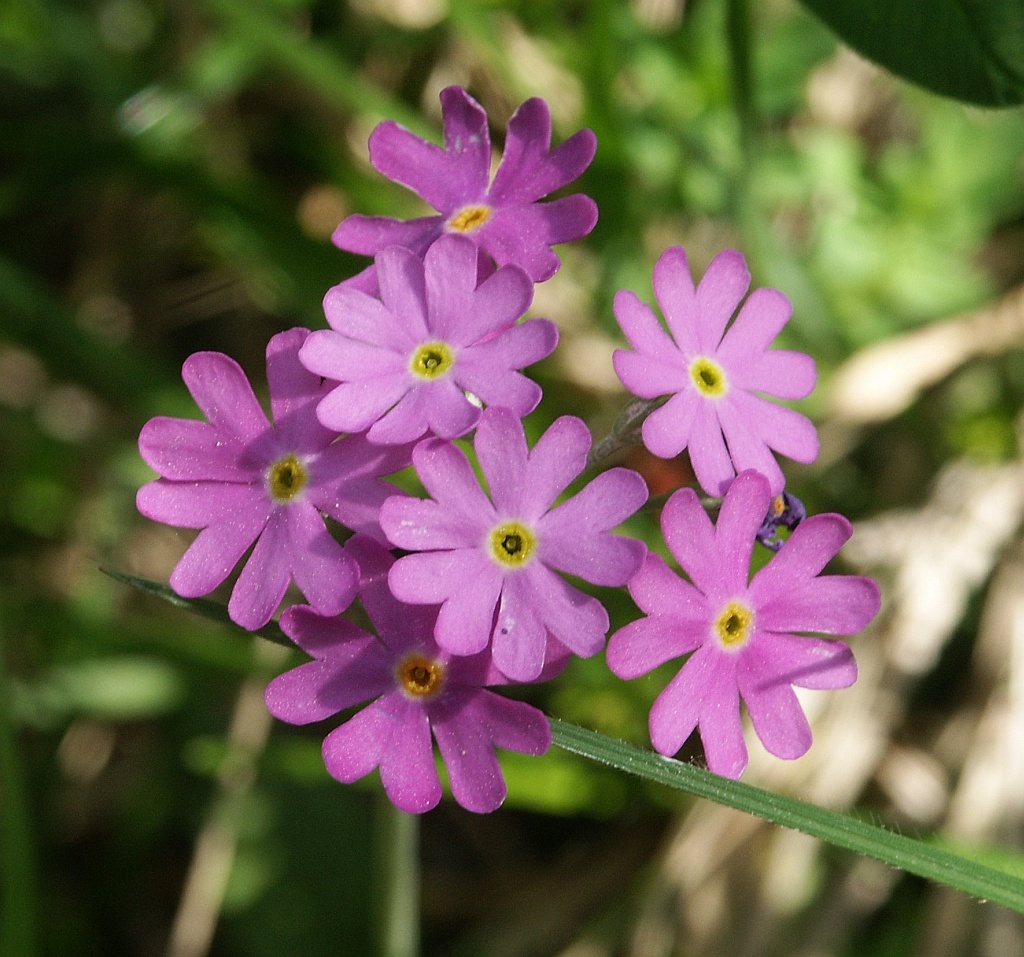
Primula farinosa

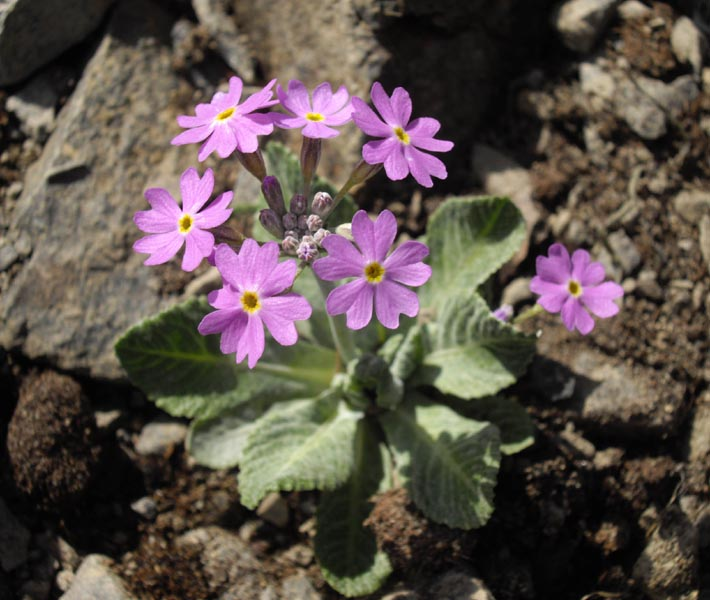
Primula frondosa

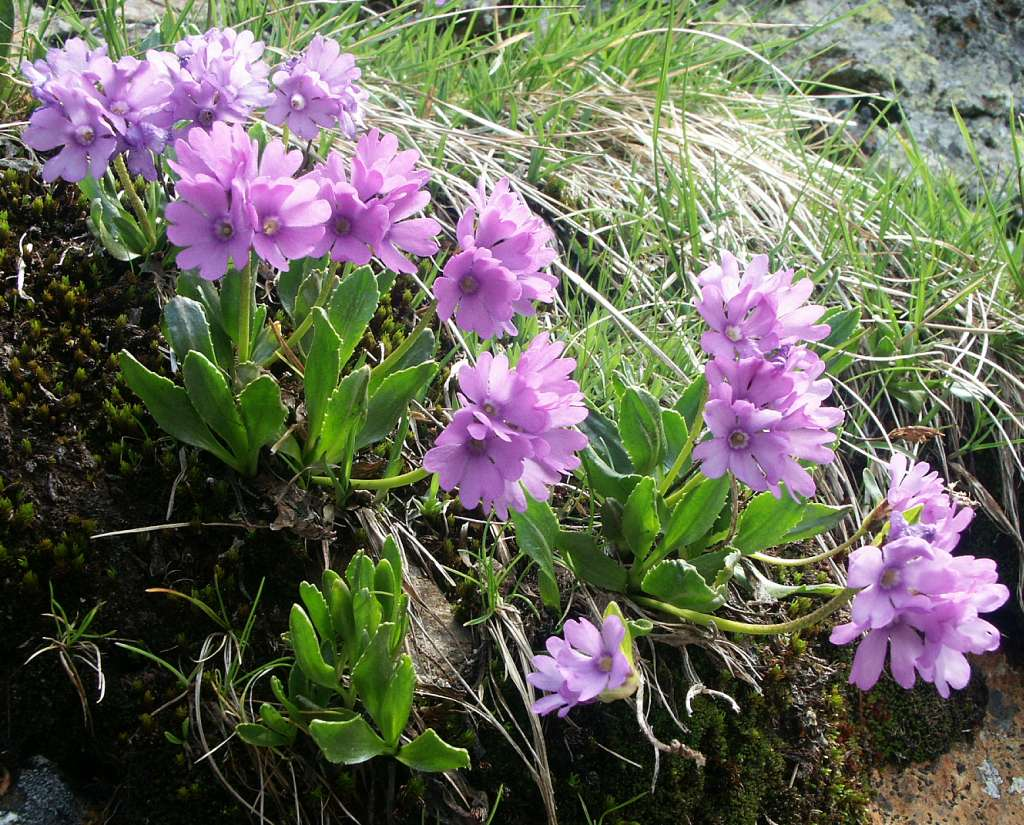
Primula glutinosa

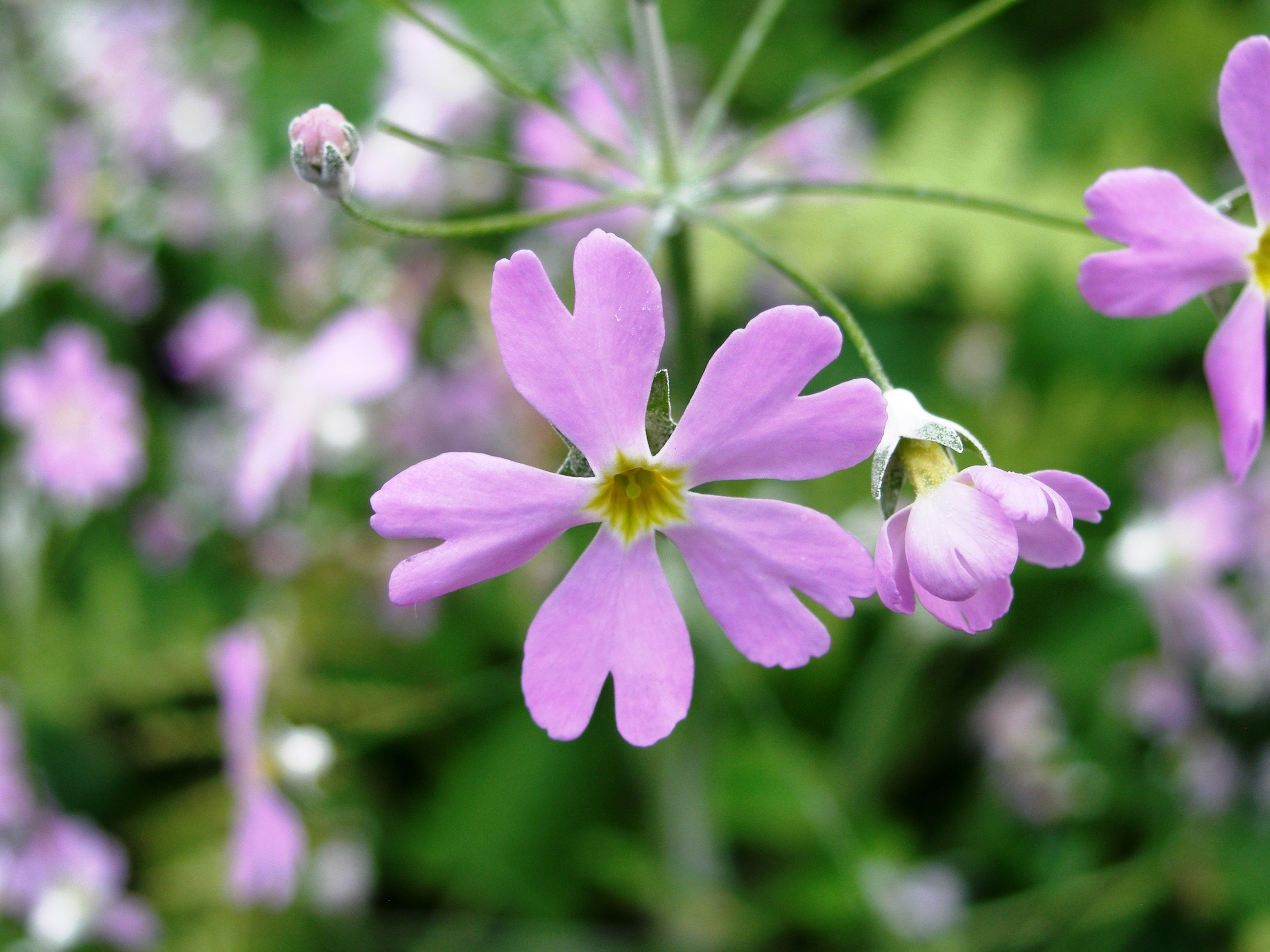
Primula malacoides

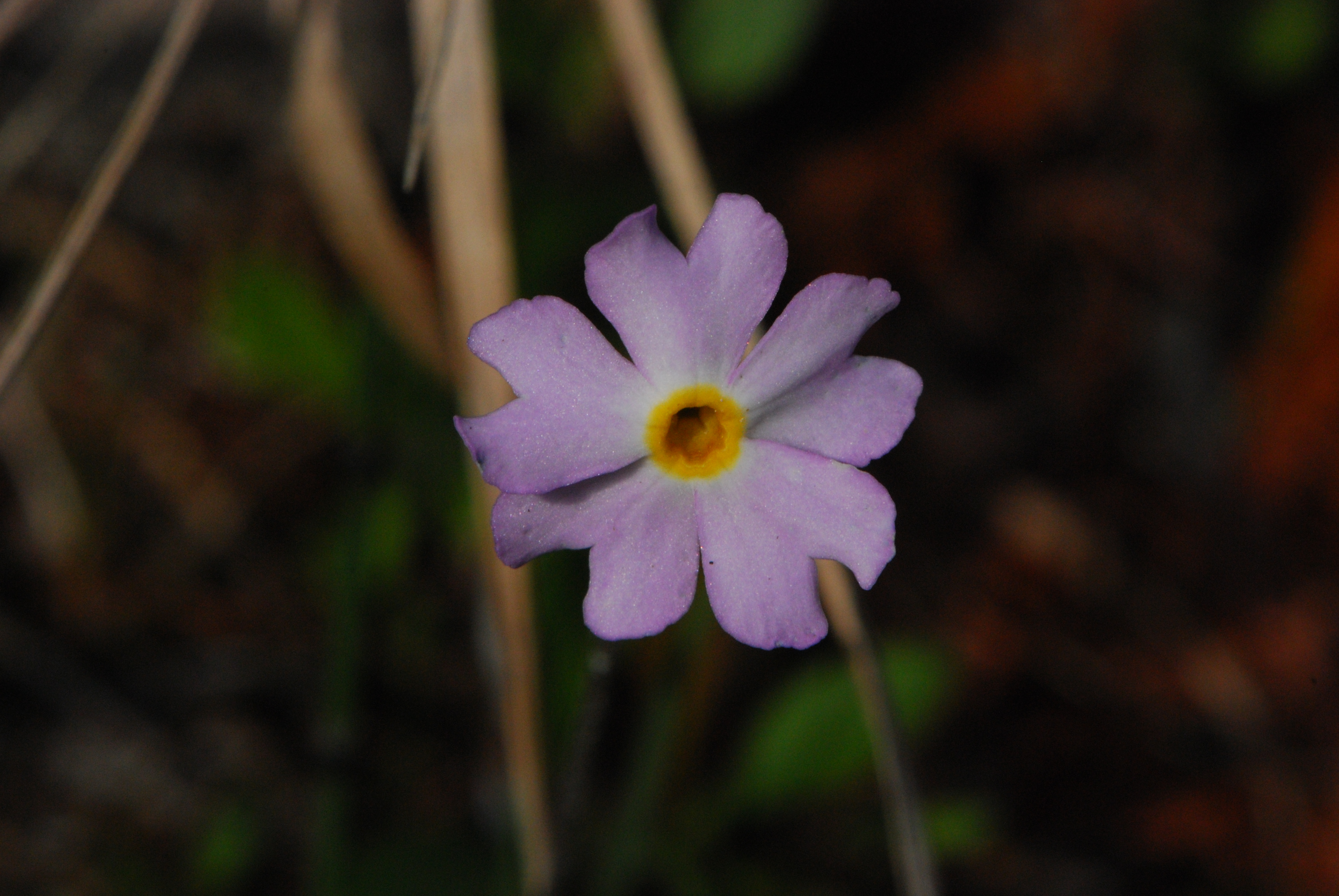
Primula mistassinica

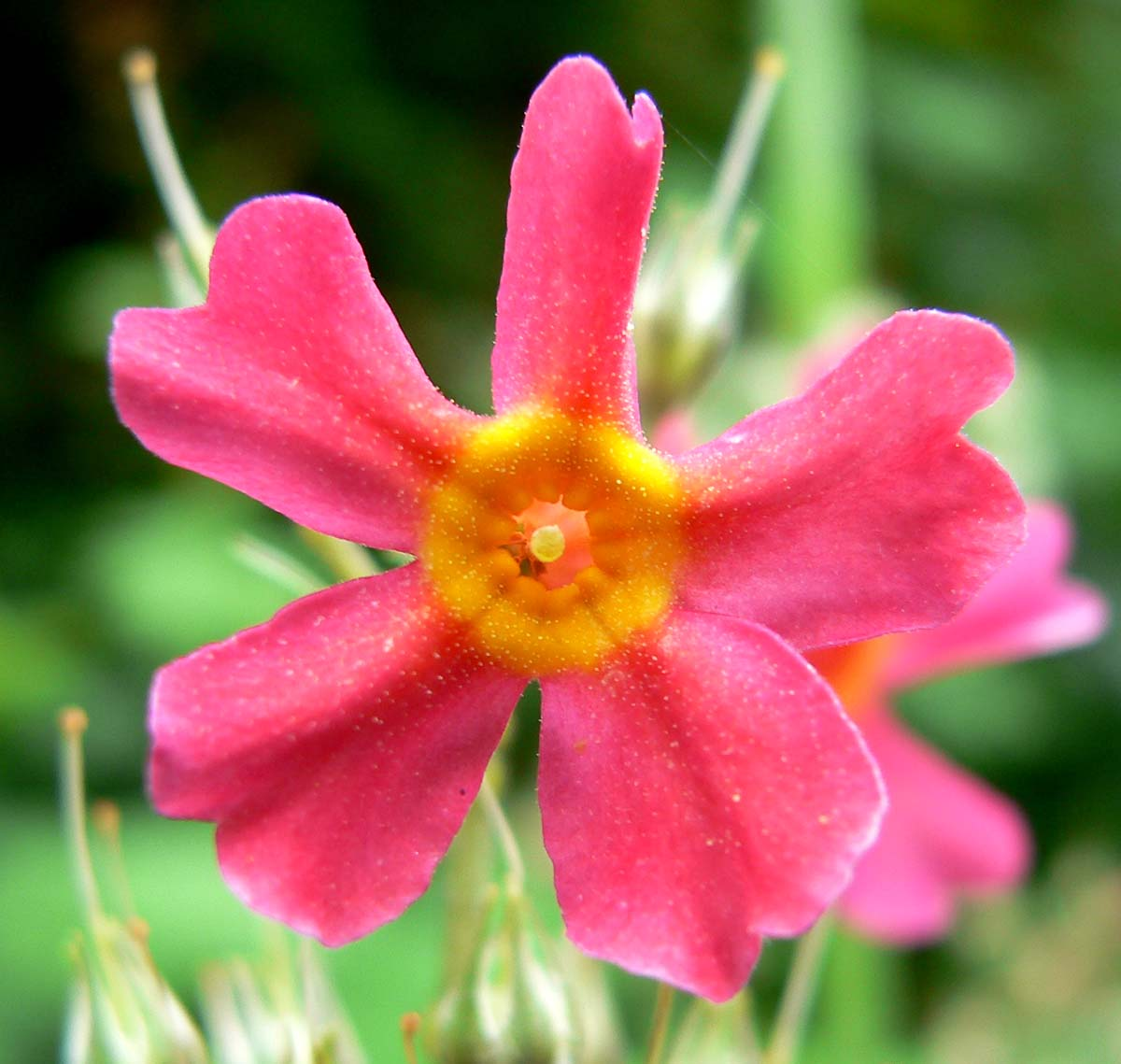
Primula mollis

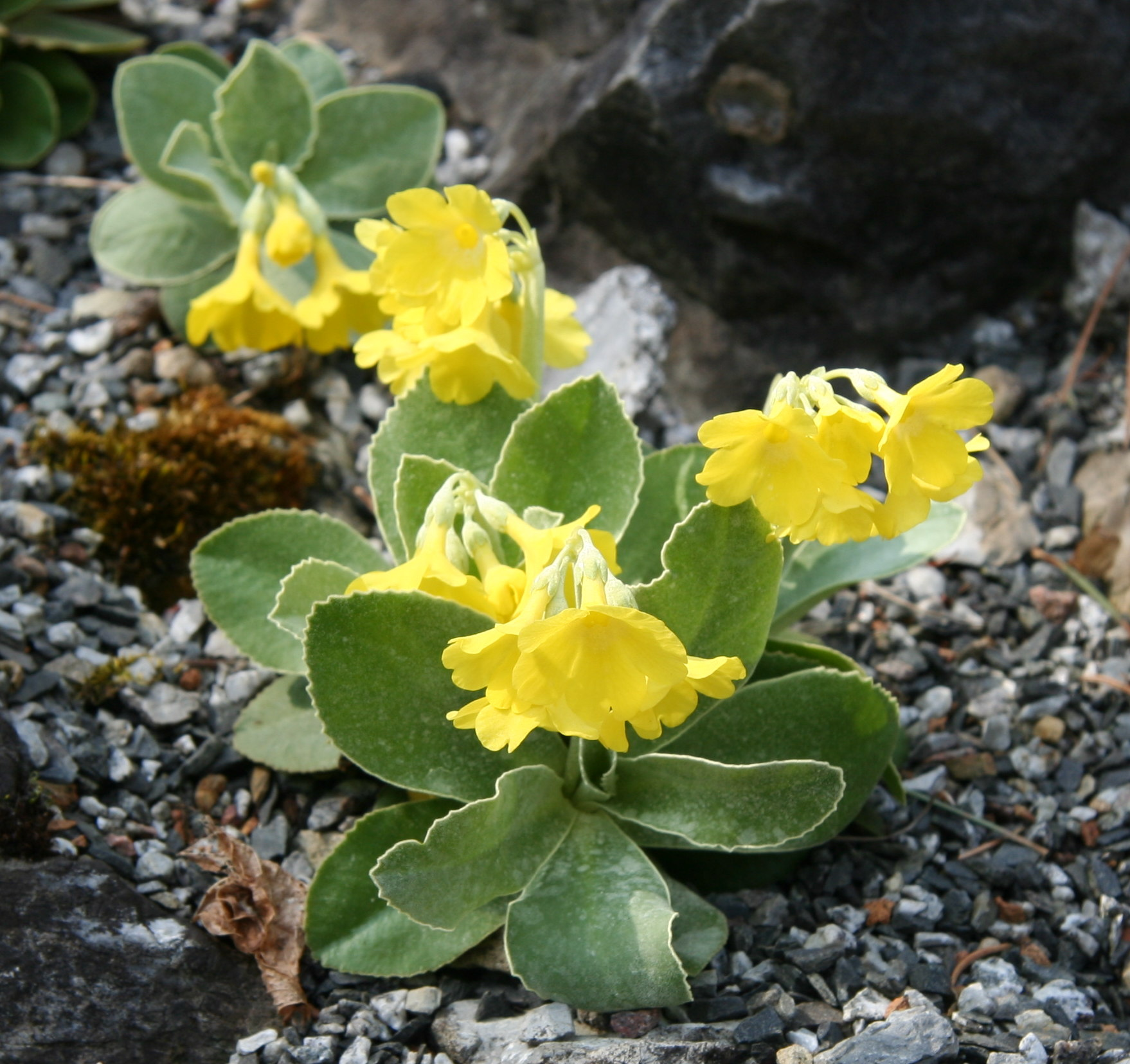
Primula palinuri

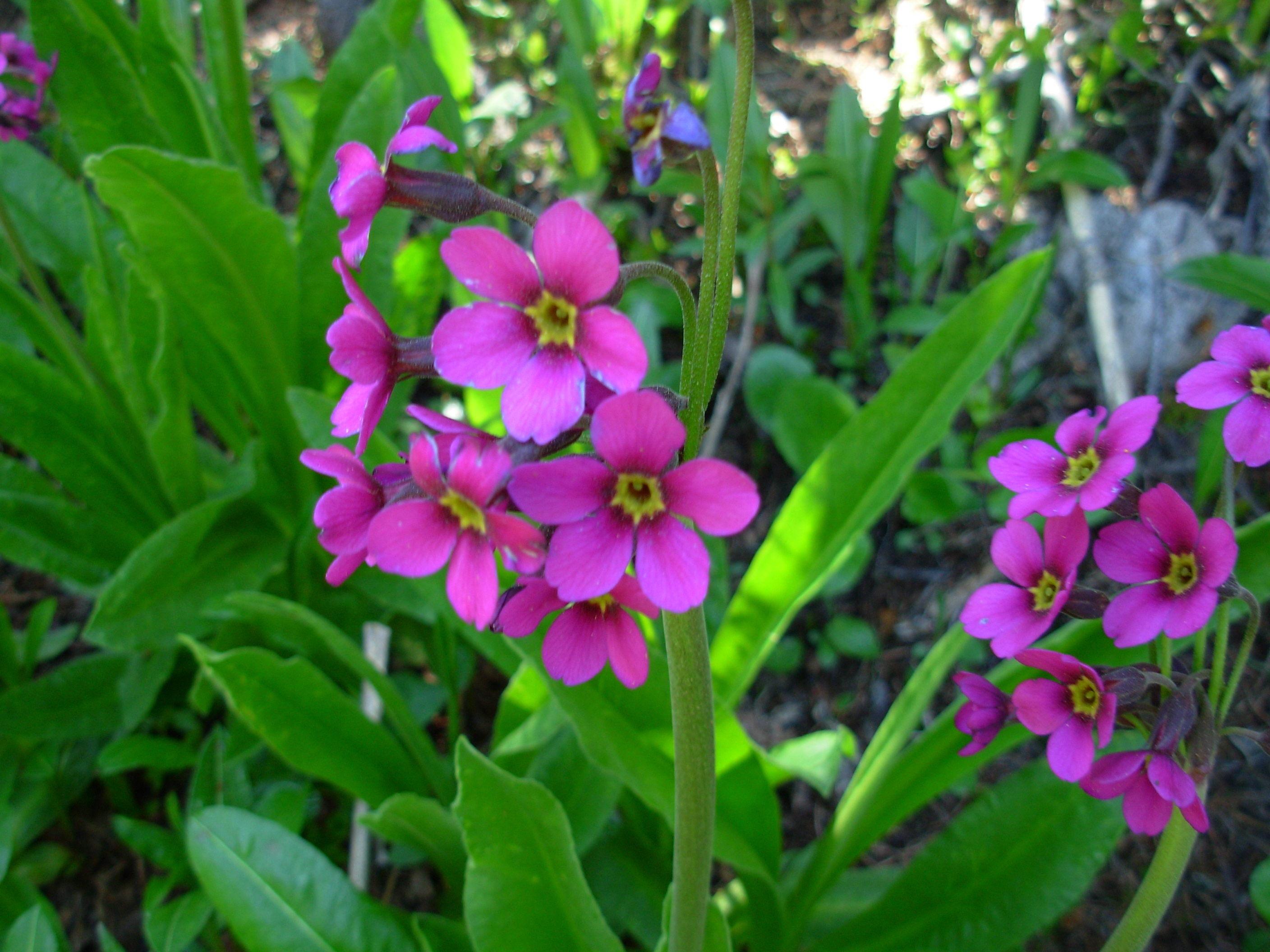
Primula parryi

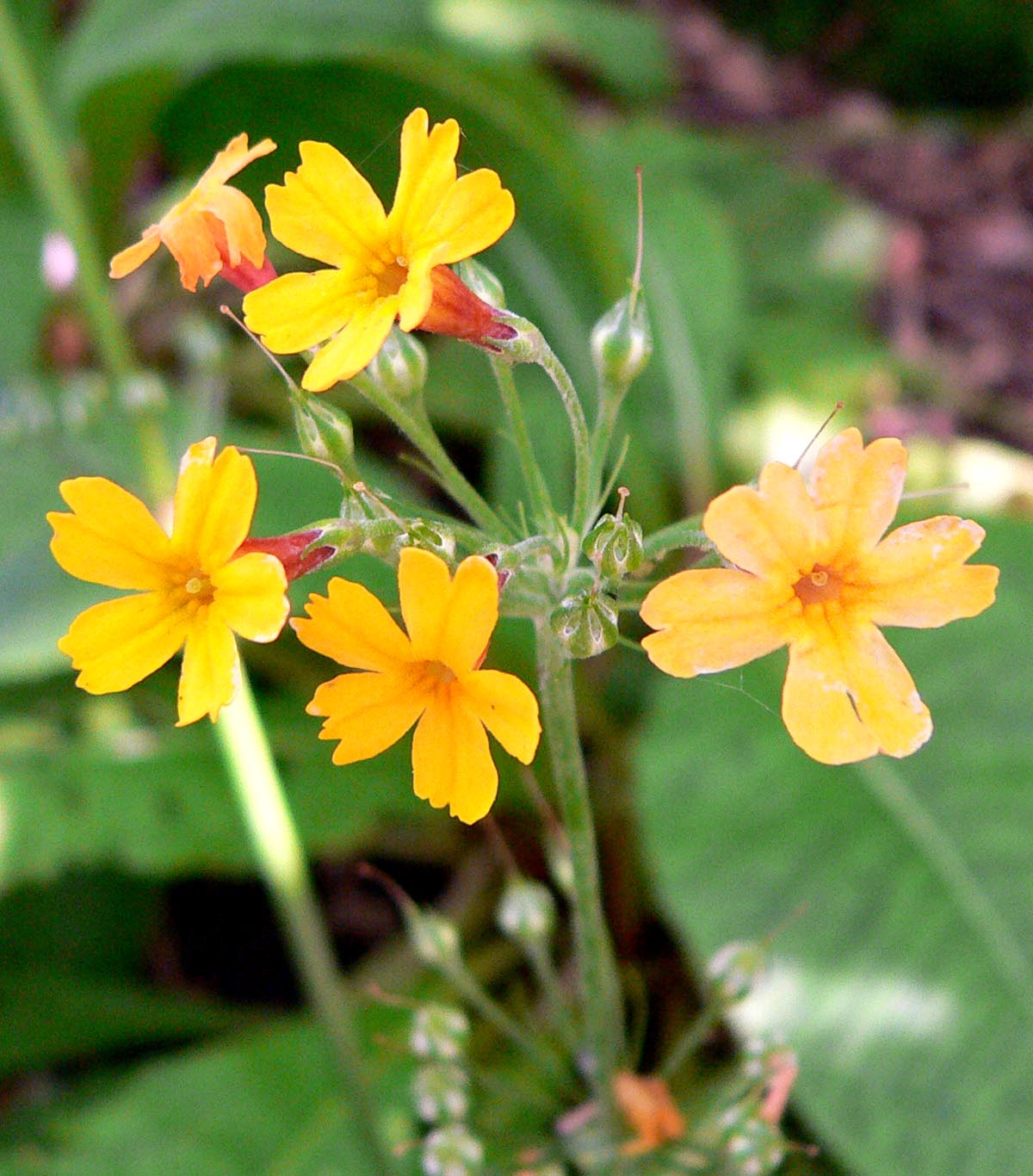
Primula prolifera

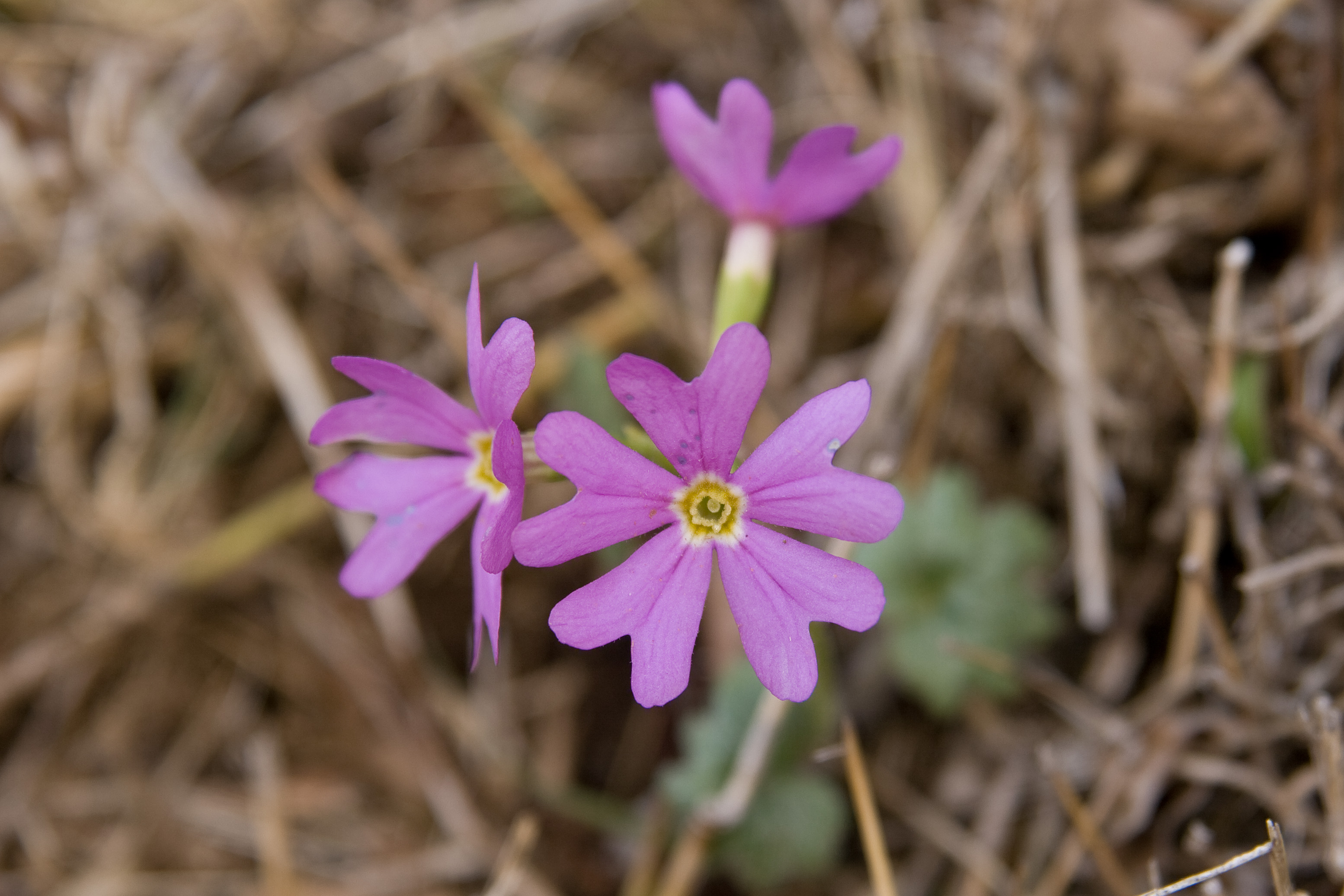
Primula reinii

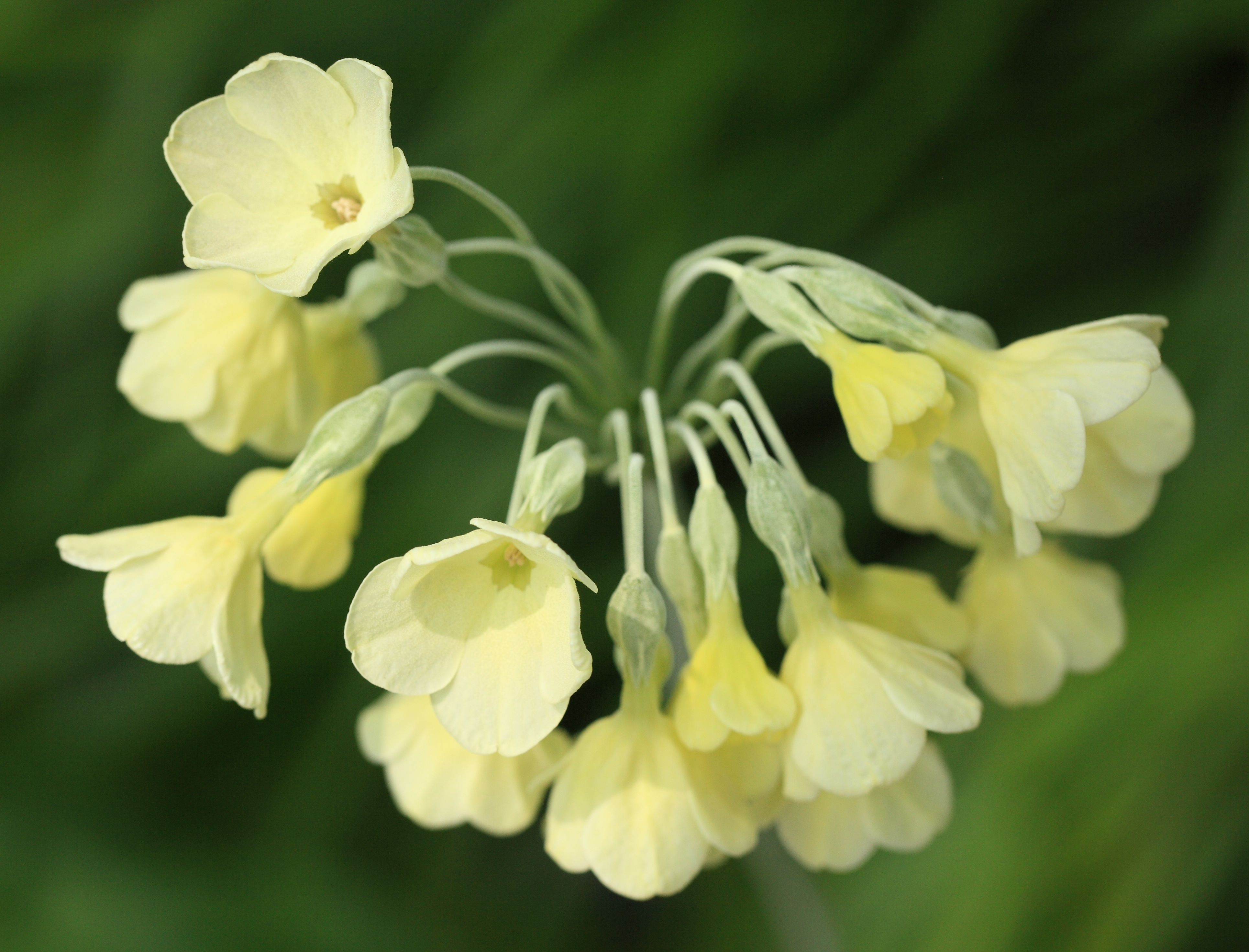
Primula sikkimensis

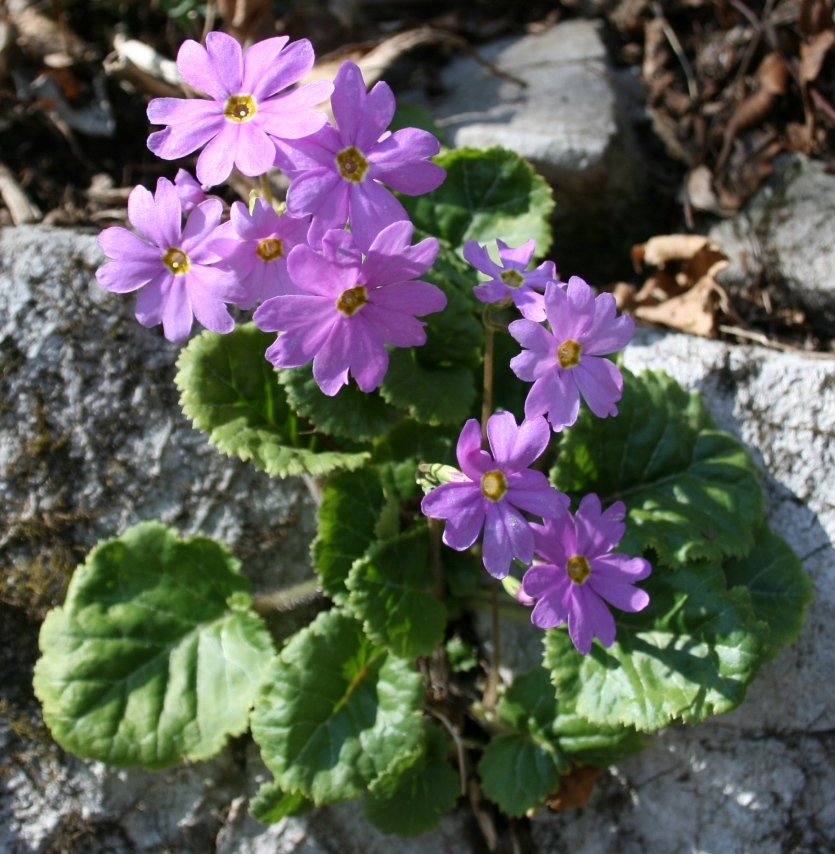
Primula tosaensis

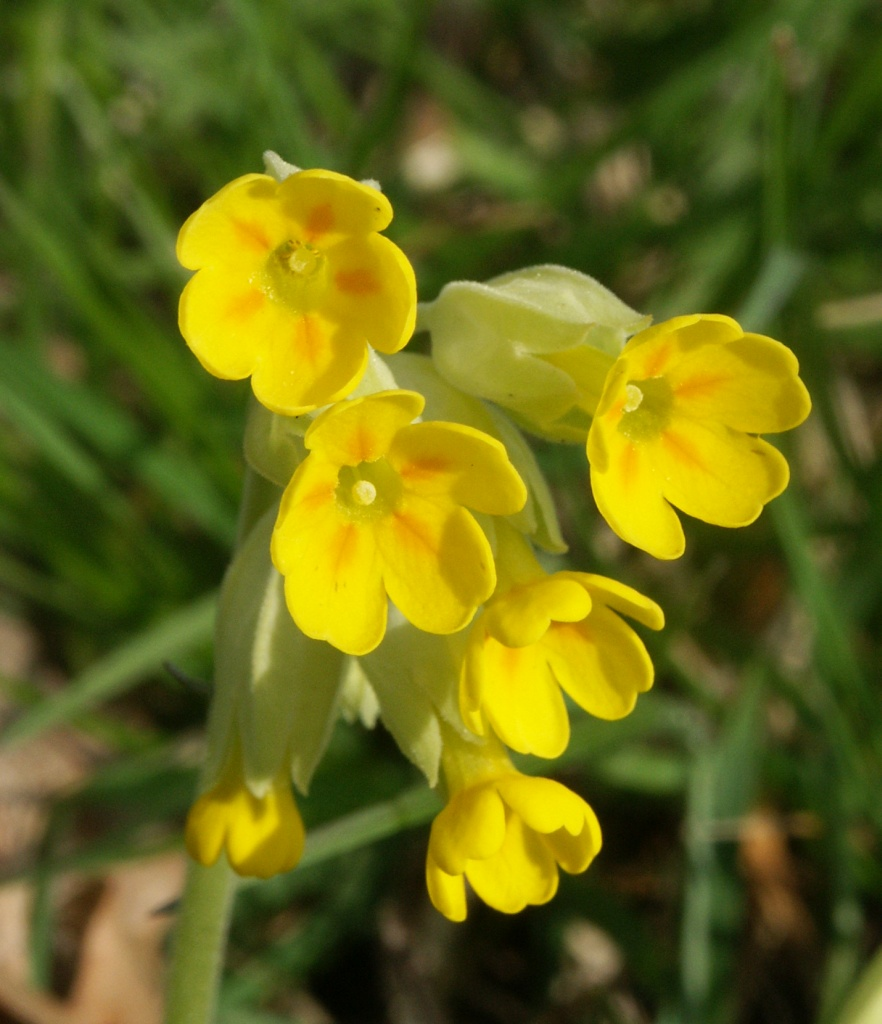
Primula veris

- Primula abchasica Sosn. – pierwiosnek abchaski
- Primula advena W.W. Sm.
- Primula aemula Balf. f. & Forrest
- Primula aerinantha Balf. f. & Purdom
- Primula agleniana Balf. f. & Forrest
- Primula alcalina Cholewa & Douglass M. Hend.
- Primula algida Adams
- Primula aliciae G. Taylor ex W.W. Sm. & H.R. Fletcher
- Primula allionii Loisel.
- Primula alpicola (W.W. Sm.) Stapf
- Primula alsophila Balf. f. & Farrer
- Primula ambita Balf. f.
- Primula amethystina Franch.
- Primula angustifolia Torr.
- Primula anisodora Balf. f. & Forrest – pierwiosnek bezwonny
- Primula annulata Balf. f. & Kingdon-Ward
- Primula anvilensis S. Kelso
- Primula apennina Widmer
- Primula apicicallosa D. Fang
- Primula aromatica W.W. Sm. & Forrest
- Primula asarifolia H.R. Fletcher
- Primula atrodentata W.W. Sm.
- Primula aurantiaca W.W. Sm. & Forrest
- Primula auricula L. – pierwiosnek łyszczak
- Primula baileyana Kingdon-Ward
- Primula barbatula W.W. Sm.
- Primula barbicalyx C.H. Wright
- Primula bathangensis Petitm.
- Primula beesiana Forrest
- Primula bella Franch.
- Primula bellidifolia King ex Hook. f.
- Primula bergenioides C.M. Hu & Y.Y. Geng
- Primula beringensis (A.E. Porsild) Jurtzev
- Primula blattariformis Franch.
- Primula blinii H. Lév.
- Primula bomiensis F.H. Chen & C.M. Hu
- Primula borealis Duby
- Primula boreiocalliantha Balf. f. & Forrest
- Primula bracteata Franch.
- Primula bracteosa W. G. Craib
- Primula breviscapa Franch.
- Primula bullata Franch.
- Primula bulleyana Forrest – pierwiosnek wianuszkowaty
- Primula bungeana C.A. Mey.
- Primula buryana Balf. f.
- Primula caldaria W.W. Sm. & Forrest
- Primula calderiana Balf. f. & R.E. Cooper
- Primula calliantha Franch.
- Primula calthifolia W.W. Sm.
- Primula calyptrata X. Gong & R.C. Fang
- Primula candicans W.W. Sm.
- Primula capillaris N.H. Holmgren & A.H. Holmgren
- Primula capitata Hook. – pierwiosnek główkowaty
- Primula capitellata Boiss.
- Primula carniolica Jacq.
- Primula carpathica Fuss
- Primula caulifera C.M.Hu
- Primula cavaleriei Petitm.
- Primula caveana W.W. Sm.
- Primula cawdoriana Kingdon-Ward
- Primula celsiiformis Balf. f.
- Primula cerina H.R. Fletcher
- Primula cernua Franch.
- Primula chamaedoron W.W. Sm.
- Primula chamaethauma W.W. Sm.
- Primula chapaensis Gagnep.
- Primula chartacea Franch.
- Primula chienii W.P. Fang
- Primula chionantha Balf. f. & Forrest
- Primula chionata W.W. Sm.
- Primula chionogenes H.R. Fletcher
- Primula chrysochlora Balf. f. & Kingdon-Ward
- Primula chumbiensis W.W. Sm.
- Primula chungensis Balf. f. & Kingdon-Ward
- Primula cicutariifolia Pax
- Primula cinerascens Franch.
- Primula clarkei Watt
- Primula clusiana Tausch
- Primula clutterbuckii Kingdon-Ward
- Primula cockburniana Hemsl. – pierwiosnek Cockburna
- Primula coerulea Forrest
- Primula comata H.R. Fletcher
- Primula concholoba Stapf & Sealy
- Primula concinna Watt
- Primula conspersa Balf. f. & Purdom
- Primula cortusoides L. – pierwiosnek zarzyczkowaty
- Primula crassa Hand.-Mazz.
- Primula crocifolia Pax & K. Hoffm.
- Primula cuneifolia Ledeb.
- Primula cunninghamii King ex W. G. Craib
- Primula cusickiana (A. Gray) A. Gray
- Primula daonensis (Leyb.) Leyb.
- Primula davidii Franch.
- Primula deflexa Duthie
- Primula densa Balf. f.
- Primula denticulata Sm. – pierwiosnek ząbkowany
- Primula denticuloides Y.J. Nasir
- Primula deorum Velen.
- Primula diantha Bureau & Franch.
- Primula dickieana Watt
- Primula divaricata F.H. Chen & C.M. Hu
- Primula dryadifolia Franch.
- Primula duclouxii Petitm.
- Primula dumicola W.W. Sm. & Forrest
- Primula duthieana Balf. f. & W.W. Sm.
- Primula eburnea Balf. f. & R.E. Cooper
- Primula efarinosa Pax
- Primula effusa W.W. Sm. & Forrest
- Primula egaliksensis Wormsk.
- Primula elatior (L.) Hill – pierwiosnek wyniosły
- Primula elizabethiae Ludlow ex W.W. Sm.
- Primula elliptica Royle
- Primula ellisiae Pollard & Cockerell
- Primula elongata Watt
- Primula epilithica F.H. Chen & C.M. Hu
- Primula epilosa W. G. Craib
- Primula erratica W.W. Sm.
- Primula erythrocarpa W. G. Craib
- Primula esquirolii Petitm.
- Primula eugeniae Fed.
- Primula euosma W. G. Craib
- Primula eximia Greene
- Primula faberi Oliv.
- Primula fagosa Balf. f. & W. G. Craib
- Primula falcifolia Kingdon-Ward
- Primula fangii F.H. Chen & C.M. Hu
- Primula fangingensis F.H. Chen & C.M. Hu
- Primula farinosa L. – pierwiosnek omączony
- Primula farreriana Balf. f.
- Primula fasciculata Balf. f. & Kingdon-Ward
- Primula fernaldiana W.W. Sm.
- Primula filchnerae R. Knuth
- Primula firmipes Balf. f. & Forrest
- Primula fistulosa Turkev.
- Primula flabellifera W.W. Sm.
- Primula flaccida N.P. Balakr.
- Primula flava Maxim.
- Primula flexuosa Turkev.
- Primula floribunda Wall.
- Primula florindae Kingdon-Ward – pierwiosnek kwiecisty
- Primula forbesii Franch.
- Primula forrestii Balf. f.
- Primula frondosa Janka
- Primula gambeliana Watt
- Primula gemmifera Batalin
- Primula geraniifolia Hook. f.
- Primula giraldiana Pax
- Primula glabra Klatt
- Primula glaucescens Moretti
- Primula glomerata Pax
- Primula glutinosa Wulfen – pierwiosnek lepki
- Primula gracilenta Dunn
- Primula gracilipes W. G. Craib
- Primula graminifolia Pax & K. Hoffm.
- Primula griffithii (Watt) Pax
- Primula groenlandica (Warm.) A.W. Hill
- Primula halleri J.F.Gmel. – pierwiosnek Hallera
- Primula handeliana W.W. Sm. & Forrest
- Primula hazarica Duthie
- Primula helodoxa Balf. f. – pierwiosnek błotny
- Primula henryi (Hemsl.) Pax
- Primula heucherifolia Franch.
- Primula hilaris W.W. Sm.
- Primula hirsuta All.
- Primula hoffmanniana W.W. Sm.
- Primula hoii W.P. Fang
- Primula homogama F.H. Chen & C.M. Hu
- Primula hookeri Watt
- Primula huashanensis F.H. Chen & C.M. Hu
- Primula humilis Pax & K. Hoffm.
- Primula hylobia W.W. Sm.
- Primula hypoleuca Hand.-Mazz.
- Primula inayatii Duthie
- Primula incana M.E. Jones
- Primula inopinata H.R. Fletcher
- Primula intanoensis T.Yamaz.
- Primula integrifolia L.
- Primula intercedens Fernald
- Primula interjacens F.H. Chen
- Primula involucrata Wall. ex Duby
- Primula ioessa W.W. Sm.
- Primula jaffreyana King
- Primula jesoana Miq.
- Primula jucunda W.W. Sm.
- Primula kawasimae H. Hara
- Primula kialensis Franch.
- Primula kingii Watt
- Primula kitaibeliana Schott
- Primula klattii N.P. Balakr.
- Primula klaveriana Forrest
- Primula knuthiana Pax
- Primula kongboensis Kingdon-Ward
- Primula kwangtungensis W.W. Sm.
- Primula kweichouensis W.W. Sm.
- Primula lacerata W.W. Sm.
- Primula laciniata Pax & K. Hoffm.
- Primula lactucoides F.H. Chen & C.M. Hu
- Primula latifolia Lapeyr.
- Primula latisecta W.W. Sm.
- Primula laurentiana Fernald
- Primula laxiuscula W.W. Sm.
- Primula leptophylla W. G. Craib
- Primula levicalyx C.M. Hu & Z.R. Xu
- Primula limbata Balf. f. & Forrest
- Primula lithophila F.H. Chen & C.M. Hu
- Primula littledalei Balf. f. & Watt
- Primula loeseneri Kitag.
- Primula longiscapa Ledeb.
- Primula lungchiensis W.P. Fang
- Primula macrophylla D. Don
- Primula magellanica Lehm.
- Primula maikhaensis Balf. f. & Forrest
- Primula malacoides Franch. – pierwiosnek ślimakowaty
- Primula mallophylla Balf. f.
- Primula malvacea Franch.
- Primula marginata Curtis
- Primula matsumurae Petitm.
- Primula matthioli (L.) K.Richt.
- Primula maximowiczii Regel
- Primula megalocarpa H. Hara
- Primula meiotera (W.W. Sm. & H.R. Fletcher) C.M. Hu
- Primula melanantha (Franch.) C.M. Hu
- Primula melanodonta W.W. Sm.
- Primula melanops W.W. Sm. & Kingdon-Ward
- Primula membranifolia Franch.
- Primula merrilliana Schltr.
- Primula meyeri Rupr.
- Primula minima L. – pierwiosnek maleński
- Primula minor Balf. f. & Kingdon-Ward
- Primula minutissima Jacquem. ex Duby
- Primula mistassinica Michx.
- Primula miyabeana T. Itô & Kawak.
- Primula mollis Nutt. ex Hook.
- Primula monticola (Hand.-Mazz.) F.H. Chen & C.M. Hu
- Primula moschophora Balf. f. & Forrest
- Primula moupinensis Franch.
- Primula muscarioides Hemsl.
- Primula muscoides Hook. f. ex Watt
- Primula neurocalyx Franch.
- Primula ninguida W.W. Sm.
- Primula nivalis Pall.
- Primula nutans Georgi
- Primula nutantiflora Hemsl.
- Primula obconica Hance – pierwiosnek kubkowaty
- Primula obliqua W.W. Sm.
- Primula obsessa W.W. Sm.
- Primula obtusifolia Royle
- Primula occlusa W.W. Sm.
- Primula odontica W.W. Sm.
- Primula odontocalyx (Franch.) Pax
- Primula optata Farrer
- Primula orbicularis Hemsl.
- Primula oreodoxa Franch.
- Primula ovalifolia Franch.
- Primula oxygraphidifolia W.W. Sm. & Kingdon-Ward
- Primula palinuri Petagna
- Primula palmata Hand.-Mazz.
- Primula pamirica Fed.
- Primula parryi A. Gray
- Primula partschiana Pax
- Primula patens E.A. Busch
- Primula pauliana W.W. Sm. & Forrest
- Primula pedemontana Thomas ex Gaudin
- Primula pellucida Franch.
- Primula petelotii W.W.Sm.
- Primula petrocallis F.H. Chen & C.M. Hu
- Primula pinnatifida Franch.
- Primula poissonii Franch.
- Primula polyneura Franch.
- Primula praeflorens F.H. Chen & C.M. Hu
- Primula praenitens (Link) Ker Gawl.
- Primula praetermissa W.W. Sm.
- Primula prattii Hemsl.
- Primula prenantha Balf. f. & W.W. Sm.
- Primula prevernalis F.H. Chen & C.M. Hu
- Primula primulina (Spreng.) H. Hara
- Primula pseudodenticulata Pax
- Primula pseudoglabra Hand.-Mazz.
- Primula pskemensis Lazkov
- Primula pulchella Franch.
- Primula pulchra Watt
- Primula pulverulenta Duthie – pierwiosnek przyprószony
- Primula pumilio Maxim.
- Primula purdomii W. G. Craib
- Primula pycnoloba Bureau & Franch.
- Primula qinghaiensis F.H. Chen & C.M. Hu
- Primula reflexa Petitm.
- Primula reidii Duthie
- Primula reptans Hook. f. ex Watt
- Primula reticulata Wall.
- Primula rhodochroa W.W. Sm.
- Primula rimicola W.W. Sm.
- Primula rockii W.W. Sm.
- Primula rosea Royle – pierwiosnek różowy
- Primula rotundifolia Wall.
- Primula rubicunda H.R. Fletcher
- Primula rubifolia C.M. Hu
- Primula rugosa N.P. Balakr.
- Primula runcinata C.M. Hu
- Primula rupestris Balf. f. & Farrer
- Primula rupicola Balf. f. & Forrest
- Primula rusbyi Greene
- Primula russeola Balf. f. & Forrest
- Primula sandemaniana W.W. Sm.
- Primula sapphirina Hook. f. & Thomson
- Primula saturata W.W. Sm. & H.R. Fletcher
- Primula saxatilis Kom.
- Primula scandinavica Brunn
- Primula scapigera (Hook. f.) W. G. Craib
- Primula schlagintweitiana Pax
- Primula scopulorum Balf. f. & Farrer
- Primula scotica Hook.
- Primula secundiflora Franch.
- Primula septemloba Franch.
- Primula serratifolia Franch.
- Primula sertulum Franch.
- Primula sherriffiae W.W. Sm.
- Primula siamensis Craib
- Primula sieboldii E.Morren – pierwiosnek Siebolda
- Primula sikkimensis Hook.
- Primula silaensis Petitm.
- Primula sinoexscapa C.M. Hu
- Primula sinolisteri Balf. f.
- Primula sinomollis Balf. f. & Forrest
- Primula sinoplantaginea Balf. f.
- Primula sinuata Franch.
- Primula smithiana W. G. Craib
- Primula socialis F.H. Chen & C.M. Hu
- Primula sonchifolia Franch.
- Primula soongii F.H. Chen & C.M. Hu
- Primula souliei Franch.
- Primula spectabilis Tratt.
- Primula specuicola Rydb.
- Primula spicata Franch.
- Primula stenocalyx Maxim.
- Primula stenodonta Balf. f. ex W.W. Sm. & H.R. Fletcher
- Primula stricta Hornem.
- Primula strumosa Balf. f. & R.E. Cooper
- Primula subularia W.W. Sm.
- Primula suffrutescens A. Gray
- Primula szechuanica Pax
- Primula taliensis Forrest
- Primula tangutica Duthie
- Primula tanneri King
- Primula tardiflora (C.M. Hu) C.M. Hu
- Primula tayloriana H.R. Fletcher
- Primula tenella King ex Hook. f.
- Primula tenuiloba (Watt) Pax
- Primula tenuipes F.H. Chen & C.M. Hu
- Primula tenuis Small
- Primula tenuituba C.M. Hu & Y.Y. Geng
- Primula tibetica Watt
- Primula tongolensis Franch.
- Primula tridentifera F.H. Chen & C.M. Hu
- Primula triloba Balf. f. & Forrest
- Primula tsariensis W.W. Sm.
- Primula tschuktschorum Kjellm.
- Primula tsiangii W.W. Sm.
- Primula tsongpenii H.R. Fletcher
- Primula tyrolensis Schott
- Primula tzetsouensis Petitm.
- Primula urticifolia Maxim.
- Primula vaginata Watt
- Primula valentiniana Hand.-Mazz.
- Primula veitchiana Petitm.
- Primula veris L. – pierwiosnek lekarski
- Primula verticillata Forssk.
- Primula vialii Delavay ex Franch. – pierwiosnek Viala
- Primula villosa Wulfen
- Primula vilmoriniana Petitm.
- Primula violacea W.W. Sm. & Kingdon-Ward
- Primula violaris W.W. Sm. & H.R. Fletcher
- Primula virginis H. Lév.
- Primula vulgaris Huds. – pierwiosnek bezłodygowy
- Primula waddellii Balf. f. & W.W. Sm.
- Primula walshii W. G. Craib
- Primula waltonii Watt ex Balf. f.
- Primula wangii F.H. Chen & C.M. Hu
- Primula warshenewskiana B. Fedtsch.
- Primula watsonii Dunn
- Primula wenshanensis F.H. Chen & C.M. Hu
- Primula whitei W.W. Sm.
- Primula wilsonii Dunn
- Primula wollastonii Balf. f.
- Primula woodwardii Balf. f.
- Primula woonyoungiana W.P. Fang
- Primula woronowii Losinsk.
- Primula wulfeniana Schott
- Primula youngeriana W.W. Sm.
- Primula yunnanensis Franch.

Mieszańce międzygatunkowe
- Primula × polyantha Mill.
- Primula × pubescens Jacq. – pierwiosnek omszony